# Притајени тигар, скривени змај
Притајени тигар, скривени змај је вусја филм из 2000. године у режији Анга Лија, сценариста Ванг Хуи-линга, Џејмса Шамуса и Цаи Куо-џунга. У филму се појављује међународна глумачка екипа кинеске националности, укључујући Чау Јун-Фата, Мишел Јео, Џанго Цији и Чанг Чена. Филм је заснован на истоименом кинеском роману који је између 1941. и 1942. године објавио Ванг Дулу, четвртом делу његове пенталогије Crane Iron.
Реализован као мултинационални подухват, филм је снимљен са буџетом од 17 милиона долара, а продуцирали су га Едко Филмс и Zoom Hunt Productions у сарадњи са China Film Co-productions Corporation и Asian Union Film & Entertainment за Columbia Pictures Film Production Asia у сарадњи са Good Machine International. Са дијалогом на стандардном кинеском, титлован за различита тржишта, Притајени тигар, скривени змај постао је изненађујући међународни успех, са зарадом од 213,5 милиона долара широм света. У Сједињеним Државама зарадио је 128 милиона долара, поставши најзараднији филм на страном језику произведен у иностранству у америчкој историји. Филм је био први филм на страном језику (снимљен је на кинеском) који је прешао границу од 100 милиона долара у САД.
Филм је премијерно приказан на Филмском фестивалу у Кану 18. маја 2000. године, а у биоскопима је приказан у Сједињеним Државама 8. децембра. Огроман критични и комерцијални успех, Притајени тигар, скривени змај освојио је преко 40 награда и био номинован за 10 Оскара 2001. године, укључујући најбољи филм, и освојио је најбољи филм на страном језику, најбољу уметничку режију, најбољу оригиналну музику и најбољу кинематографију,  који је у то време добио највише номинација за филм који није на енглеском језику, све док Рома из 2018. није изједначила овај рекорд. Филм је такође освојио четири награде БАФТА и две награде Златни глобус, од чега један за најбољи страни филм. Уз бројне награде, филм се често наводи као један од најбољих вусја филмова икада снимљених. Филм је хваљен због приче, режије, кинематографије и секвенци борилачких вештина.

## Радња
Легендарни ратник, Ли Му Баи уморио се од дугогодишњег трагања за убицом својег учитеља и одлучио посветити духовној страни борилачке вештине.
На путу до пријатеља којем намерава оставити свој чувени мач, Зелени усуд, Ли Му Баи среће стару љубав Ју Шу Лиен, ратницу којој никада није изрекао своје праве осећаје. Поновно зближавање прекида крађа мача, којег отима млада Јен.
Она се показује веома талентованом за борилачке вештине, али привучена снагом мача, Јен клизи према тамној страни вештине, што доводи до неминовног сукоба са Ју Шу Лиен.

## Улоге
| Глумац       | Улога                       |
| ------------ | --------------------------- |
| Чау Јун-Фат  | Ли Му Баи                   |
| Мишел Јео    | Ју Шу Лиен                  |
| Џанг Цији    | Ђен Ју                      |
| Чанг Чен     | Ло „Мрачни Облак” Сијао Хоу |
| Ланг Сихунг  | Сир Те                      |
| Ченг Пеи-пеи | Жадна Лисица                |

## Теме и интерпретације

### Наслов
Наслов је буквални превод кинеског идиома „臥虎藏龍“ који описује место или ситуацију која је пуна непримећених господара. То је из песме древног кинеског песника Ју Сина (513–581) која гласи „暗石疑藏虎，盤根似臥龍”, што значи „иза стене у мраку вероватно крије тигар, а гигант који се мота корен подсећа на змаја који чучи“. Наслов такође има неколико других слојева значења. На најочигледнијем нивоу, кинески знакови у наслову повезују се са наративом да последњи лик у именима Сјаохуа и Ђаолонга значи „тигар“, односно „змај“. На другом нивоу, кинески идиоматски израз се односи на скривене струје емоција, страсти и тајне жеље које леже испод површине пристојног друштва и грађанског понашања, што алудира на причу филма.
Успех Дизнијевог анимираног филма Мулан (1998) популаризовао је слику кинеске жене ратнице на западу. Причу Притајни тигар, скривени змај углавном воде три женска лика. Конкретно, Џен је вођена својом жељом да се ослободи родне улоге која јој је наметнута, док Шу Лијен, и сама потлачена родном улогом, покушава да одведе Џен назад у улогу за коју се сматра да јој одговара. Традиционално се сматра да су неке истакнуте борилачке дисциплине настале од стране жена, нпр. Винг Чун . Наслов филма се односи на мајсторе који се не примећују, што нужно укључује углавном жене, па стога сугерише предност женског телохранитеља.

### Отров
Отров је такође значајна тема у филму. Кинеска реч "毒" (ду) значи не само физички отров, већ и суровост и грешност. У свету борилачких вештина, употреба отрова се сматра чином онога ко је превише кукавица и нечастан да би се борио; и заиста, једини лик који се експлицитно уклапа у ове карактеристике је Жадна Лисица. Отров је оружје њене горчине и потраге за осветом: она трује господара Вуданга, покушава да отрује Џен и успева да убије Му Баија помоћу отроване иглице. У даљој редитељској игри на ову тему, Жадна Лисица се, док умире, позива на отров малог детета, „превару осмогодишње девојчице”, мислећи на оно што сматра својим духовним тровањем себе од стране младог шегрта Јен.

### Кина маште
Радња је смештена у време династије Ћинг (1644–1912), али не наводи тачно време. Ли је настојао да представи „Кину маште“, а не тачну визију кинеске историје. Истовремено, Ли је такође желео да сними филм који би западна публика желела да види. Дакле, филм је снимљен ради баланса између источњачке и западне естетике. Постоје неке сцене које показују неуобичајено умеће за типичан филм о борилачким вештинама, као што је битка у ваздуху међу танким биљкама бамбуса.

## Продукција
Филм је адаптиран по роману Ванг Дулуа, који је објављен између 1941. и 1942. у Ћингдао Xinmin News. Роман је четврти у низу од пет. У уговору постигнутом између Columbia Pictures и Анга Лија и Хсу Ли-конга, они су се сложили да уложе 6 милиона америчких долара у снимање, али предвиђени износ повраћаја средстава мора бити виши шест пута пре него што две стране почну да исплаћују дивиденде.

### Кастинг
Шу Ки је била први избор Анг Ли за улогу Џен, али је она то одбила.

### Снимање
Иако је његова Оскара за најбољи филм на страном језику додељена Тајвану, филм је у ствари била међународна копродукција између компанија из четири региона, кинеске компаније: China Film Co-production Corporation, америчке компаније Columbia Pictures, Sony Pictures Classics, Good Machines, хонгконшка компанија Едко Филмс и тајвански Зоом Хунт Продуцтионс, као и неодређени United China Vision and Asia Union Film & Entertainment, направљене искључиво за овај филм.
Филм је снимљен у Пекингу, а сниман је и у кинеским провинцијама Анхуеј, Хебеј, Ђангсу и Синђан. Прва фаза снимања била је у пустињи Гоби где је стално падала киша. Редитељ Анг Ли је приметио: „Нисам направио ни једну паузу за осам месеци, чак ни пола дана. Био сам несретан - једноставно нисам имао додатну енергију да будем срећан. При крају сам једва дисао. Мислио сам да ћу добити мождани удар“ Каскадерске радње су углавном изводили сами глумци, а Анг Ли је у интервјуу изјавио да су компјутери коришћени „само да би се уклониле сигурносне жице које су држале глумце" увис. „Већину времена можете видети њихова лица“, додао је он. „То су заиста они на дрвећу."
Још једно сложено питање била је разлика између акцента четири главна глумца: Чоу Јун-Фат је из Хонг Конга; Мишел Јео је из Малезије и одрасла је говорећи енглески и малајски па је фонетски научила стандардне кинеске линије; Чанг Чен је са Тајвана и говори стандардни кинески са тајванским акцентом. Само Џханг Цији говори изворним мандаринским акцентом који је Анг Ли желео. Чоу Јун Фат је рекао: „Првог дана [снимања] морао сам да урадим 28 покушаја једног кадра само због језика. То се никада раније није десило у мом животу.“
Филм је посебно циљао на западну публику, а не на домаћу публику која је већ навикла на вусја филмове. Као резултат тога, били су потребни висококвалитетни енглески титлови. Анг Ли, који је школован на Западу, лично је уређивао титлове како би осигурао да су задовољавајући за западну публику.

### Музика
ОСТ је компоновао Тан Дун, а првобитно су је извели Шангајски симфонијски оркестар, Шангајски национални оркестар и Шангајски перкусиони ансамбл. Такође садржи многе соло пасаже за виолончело које свира Јо-Јо Ма. У  "последњој нумери" појављује се Коко Ли, која ју је касније извела на додели Оскара. На пројекту је сарађивао и композитор Чен Јуанлин. Музика за цео филм произведена је за две недеље.

## Издање

### Маркетинг
Филм је адаптиран у видео игрицу и серију стрипова, што је довело до тога да је оригинални роман адаптиран у тајванску телевизијску серију од 34 епизоде. Потоњи је објављен 2004. као Нови Притајени тигар, скривени змај за северноамеричко издање.

### Кућни медији
Филм је објављен на ВХС-у и ДВД-у 5. јуна 2001. од стране Columbia TriStar Home Entertainment. У Уједињеном Краљевству, гледало га је 3.5 милиона гледалаца на телевизији 2004. године, што га чини најгледанијим филмом на страном језику на телевизији у овој години.

## Пријем

### Благајна
Филм је премијерно приказан у биоскопима 8. децембра 2000, у ограниченом издању у Сједињеним Државама. Током првог викенда, филм је био на 15. месту, са зарадом од 663.205 долара у пословању, приказан на 16 локација. Датума 12. јануара 2001. године, филм је премијерно је приказан у биоскопима у широком издању широм САД, са зарадом од 8,647,295 долара у пословању, рангирајући се на шестом месту. Приход филма опао је за скоро 30% у другој недељи приказивања, зарадивши 6.080.357 долара. За тај викенд, филм је пао на осмо место, приказан у 837 биоскопа. Save the Last Dance остао је непромењено на првом месту, са зарадом од 15.366.047 долара. Током последње недеље објављивања, Притајени тигар, скривени змај био је на далеком 50. месту са 37,233 долара прихода. Филм је на домаћем тржишту достигао 128.078.872 долара у укупној продаји карата кроз 31-недељно приказивање у биоскопима. На међународном нивоу, филм је зарадио додатних 85.446.864 долара на благајнама за укупно 213.525.736 долара у целом свету.  За 2000. годину, филм је кумулативно био рангиран на 19. месту на светским благајнама.

### Критички одговор
Скривени тигар, притајени змај, који је базиран на новелу Ванг Дулу са почетка 20. века, тече много као стрип, са ликовима и околностима насликаним као са грубим широм потезима четкице. Суптилност није део Лијеве палете; он иде на нешто велико и мелодраматско, и то остварује.— James Berardinelli, ReelViews
Филм је био је веома добро примљен у западном свету, добивши бројне награде. На Rotten Tomatoes, филм има оцену одобравања од 97% на основу 157 рецензија, са просечном оценом 8,61/10. Критички консензус сајта каже: „Филм који је Анга Лија катапултирао у редове холивудских филмских стваралаца вишег ешалона, Притајени тигар, скривени змај представља вешту мешавину невероватних борби борилачких вештина, прелепих пејзажа и укусне драме. Метакритик је известио да је филм имао просечну оцену од 94 од 100, на основу 32 критике, што указује на „универзално признање“.
Неким гледаоцима који говоре кинески засметали су акценти главних глумаца. Сва четири главна глумца говорила су стандардни кинески са веома различитим акцентима: Чоу говори кантонским акцентом, Јео са малезијским акцентом, Чанг Чен са тајванским акцентом и Џанг Зији са пекиншким акцентом.
Филм је довео до повећања популарности кинеских вусја филмова у западном свету, где су раније били мало познати, и довео до тога да се филмови као што су Херој и Кућа летећих бодежа, оба у режији Џанга Јимоуа, пласирају западној публици.

### Признања
Окупљајући широку критику на филмским фестивалима у Торонту и Њујорку, филм је такође постао омиљени када су 2001. објављене номинације за Оскара. Филм је приказан ван конкуренције на Филмском фестивалу у Кану 2000. Имао је десет номинација за Оскара, што је било највише за филм који није на енглеском језику, све док га није изједначио Рома (2018).
Филм је рангиран на 497. месту Емпајерове листе 500 најбољих филмова свих времена 2008. и на 66. месту у часопису 100 најбољих филмова светске кинематографије, објављених 2010. Независна филмска и телевизијска алијанса је 2010. године одабрала филм као један од 30 најзначајнијих независних филмова у последњих 30 година. Године 2016. проглашен је за 35. најбољи филм 21. века према избору 177 филмских критичара из целог света у анкети коју је спровео Би-Би-Си. Филм је уврштен на Би-Би-Си-јеву листу 100 најбољих филмова на страном језику за 2018. коју је рангирало 209 критичара из 43 земље широм света. Гардијан је 2019. године поставио филм на 51. место на листи 100 најбољих филмова 21. века.

## Наставак
Наставак филма Притајени тигар, скривени змај 2 објављен је 2016. године. Режирао га је Јуен Во-пинг, који је био кореограф акционих сцена за први филм. Филм је копродукција између  Pegasus Media, China Film Group Corporation и Weinstein Company. За разлику од оригиналног филма, наставак је снимљен на енглеском за међународно издање и синхронизован на кинески за кинеска издања.
На Западу, наставак углавном није приказан у биоскопима, већ је дистрибуиран преко Нетфликс-а.